# Lijst van bouwwerken van Caspar Franssen
Dit is een onvolledige lijst van bouwwerken van architect Caspar Franssen (1860-1932).
| Bouw      | Naam                                    | Plaats           | Bijzonderheden                                                                 | Afbeelding                           |
| --------- | --------------------------------------- | ---------------- | ------------------------------------------------------------------------------ | ------------------------------------ |
| 1888      | Klooster en brouwerij Abdij Ulingsheide | Tegelen          |                                                                                |                                      |
| 1888-1893 | Petrus' Bandenkerk                      | Bergeijk         | Restauratie bestaande kerk                                                     |                                      |
| 1890-1891 | Antonius Abt                            | Nederasselt      |                                                                                |                                      |
| 1891      | Lambertuskerk                           | Beers            |                                                                                |                                      |
| 1891-1892 | Sint-Damianuskerk                       | Niftrik          | In 1940 verwoest op last van legerleiding voor vrij schootsveld                |                                      |
| 1892-1893 | Maria Magdalenakerk                     | Geffen           | Restauratie en uitbreiding met transept en koor van bestaande kerk             |                                      |
| 1893      | Andreas en Antonius van Paduakerk       | Oostelbeers      | Toren bij kerk uit 1852. De kerk is rond 1934 afgebroken, de toren is behouden |                                      |
| 1893      | Annakerk                                | Bergharen        |                                                                                |                                      |
| 1895-1898 | Andreaskerk                             | Weurt            |                                                                                |                                      |
| 1895-1899 | Willibrorduskerk                        | Riethoven        | Grootschalige herbouw van 15e-eeuwse kerk                                      |                                      |
| 1896-1898 | Heilige Maria Presentatiekerk           | Asten            |                                                                                |                                      |
| 1896-1897 | Luciakerk                               | Mierlo-Hout      |                                                                                |                                      |
| 1896      | Petrus' Bandenkerk                      | Loo              | Toren bij kerk uit 1863                                                        |                                      |
| 1896-1897 | Lambertuskerk                           | Swalmen          |                                                                                |                                      |
| 1897-1899 | Antonius van Paduakerk                  | Blerick          | Verwoest in 1944                                                               |                                      |
| 1897      | Martinuskerk                            | Linne            |                                                                                |                                      |
| 1898      | Leonardus de Noblackerk                 | Beek en Donk     |                                                                                |                                      |
| 1898-1899 | Ceciliakerk                             | Enschot          |                                                                                |                                      |
| 1898-1900 | Alphonsus de Liguorikerk                | Beneden-Leeuwen  |                                                                                |                                      |
| 1899      | Nicolaaskerk                            | Haps             |                                                                                |                                      |
| 1899-1900 | Sint-Lambertuskerk                      | Lith             |                                                                                | Sint-Lambertuskerk                   |
| 1900-1901 | Corneliuskerk                           | Beuningen (Gld)  |                                                                                | Corneliuskerk                        |
| 1900-1902 | Sint-Remigiuskerk                       | Lithoijen        |                                                                                | Sint-Remigiuskerk                    |
| 1901      | Sint-Willibrorduskerk                   | Liessel          |                                                                                |                                      |
| 1902-1904 | R.K. Kerk van Sint Antononius Abt       | De Mortel        |                                                                                |                                      |
| 1903-1905 | Sint-Petrus' Bandenkerk                 | Maastricht-Heer  |                                                                                |                                      |
| 1904-1912 | Onze-Lieve-Vrouw Visitatiekerk          | Budel            |                                                                                | O.L.V. Visitatiekerk                 |
| 1904      | Sint-Catharinakerk                      | Ulestraten       |                                                                                | Catharinakerk                        |
| 1904-1905 | Kruisherenkapel en Kruisherenklooster   | Uden             |                                                                                | Kruisherenkapel                      |
| 1905      | Sint-Michaëlkerk                        | Berg aan de Maas |                                                                                | Sint-Michaëlkerk (Berg aan de Maas)  |
| 1905      | Johannes Evangelistkerk                 | Hoensbroek       |                                                                                | Johannes Evangelistkerk              |
| 1906-1907 | Sint-Servatiuskerk                      | Appeltern        |                                                                                | Sint-Servatiuskerk (Appeltern)       |
| 1907      | Sint-Willibrordkerk                     | Casteren         |                                                                                | Sint-Willibrordkerk                  |
| 1907      | Sint-Sebastianuskerk                    | Herpen           | Enkel het schip                                                                | Sint-Sebastianuskerk                 |
| 1908-1910 | Sint Antonius Abtkerk                   | Horssen          |                                                                                |                                      |
| 1910      | Corneliuskerk                           | Wanroij          |                                                                                |                                      |
| 1911      | Sint-Lambertuskerk                      | Huisseling       |                                                                                | Sint-Lambertuskerk                   |
| 1911-1912 | Martinuskerk                            | Cuijk            |                                                                                | Martinuskerk                         |
| 1916      | Sint Jozefschool (Tegelen)              | Tegelen          |                                                                                |                                      |
| 1917      | R.K. Lagere school                      | Melderslo        |                                                                                |                                      |
| 1921-1925 | Sint-Remigiuskerk (Simpelveld)          | Simpelveld       |                                                                                | Sint-Remigiuskerk                    |
| 1923-1925 | Antonius Abtkerk (Reek)                 | Reek             |                                                                                | Antonius Abtkerk                     |
| 1924      | Sint-Petruskerk                         | Gulpen           |                                                                                | Sint Petruskerk Gulpen               |
| 1929      | Sint-Martinuskerk                       | Vlodrop          |                                                                                | Sint-Martinuskerk (Vlodrop)          |
| 1930      | Heilig Hart van Jezuskerk               | Haanrade         |                                                                                | Heilig Hart van Jezuskerk (Haanrade) |